# Kosmos 2330
Kosmos 2330, ruski komunikacijski satelit iz programa Kosmos. Vrste je Strijela-3.
Lansiran je 19. veljače 1996. godine u 00:58 s kozmodroma Pljesecka u Rusiji. Lansiran je u nisku orbitu oko planeta Zemlje raketom nosačem Ciklon-3 11K68. Orbita mu je 1411 km u perigeju i 1428 km u apogeju. Orbitna inklinacija mu je 82,58°. Spacetrackov kataloški broj je 23792. COSPARova oznaka je 1994-009-F. Zemlju obilazi u 114,21 minutu. Pri lansiranju bio je mase 225 kg. 
Skupa su lansirani Kosmos 2328, 2329 i 2330 te tri letjelice Glasnik-D1 (br. 319, 320 i 321). Pribavljali su vojno podatkovno slanje poruka i fotografski izviđali za rusko savezno ministarstvo obrane.

## Vanjske poveznice
- N2YO.com Search Satellite Database
- Celes Trak SATCAT Format Documentation (engl.)
- Kunstman  Arhivirana inačica izvorne stranice od 12. kolovoza 2019. (Wayback Machine) Satellites in Orbit (engl.)